# Myoporum laetum
Myoporum laetum är en flenörtsväxtart som beskrevs av Forst. f.. Myoporum laetum ingår i släktet Myoporum och familjen flenörtsväxter. Utöver nominatformen finns också underarten M. l. decumbens.

## Bildgalleri

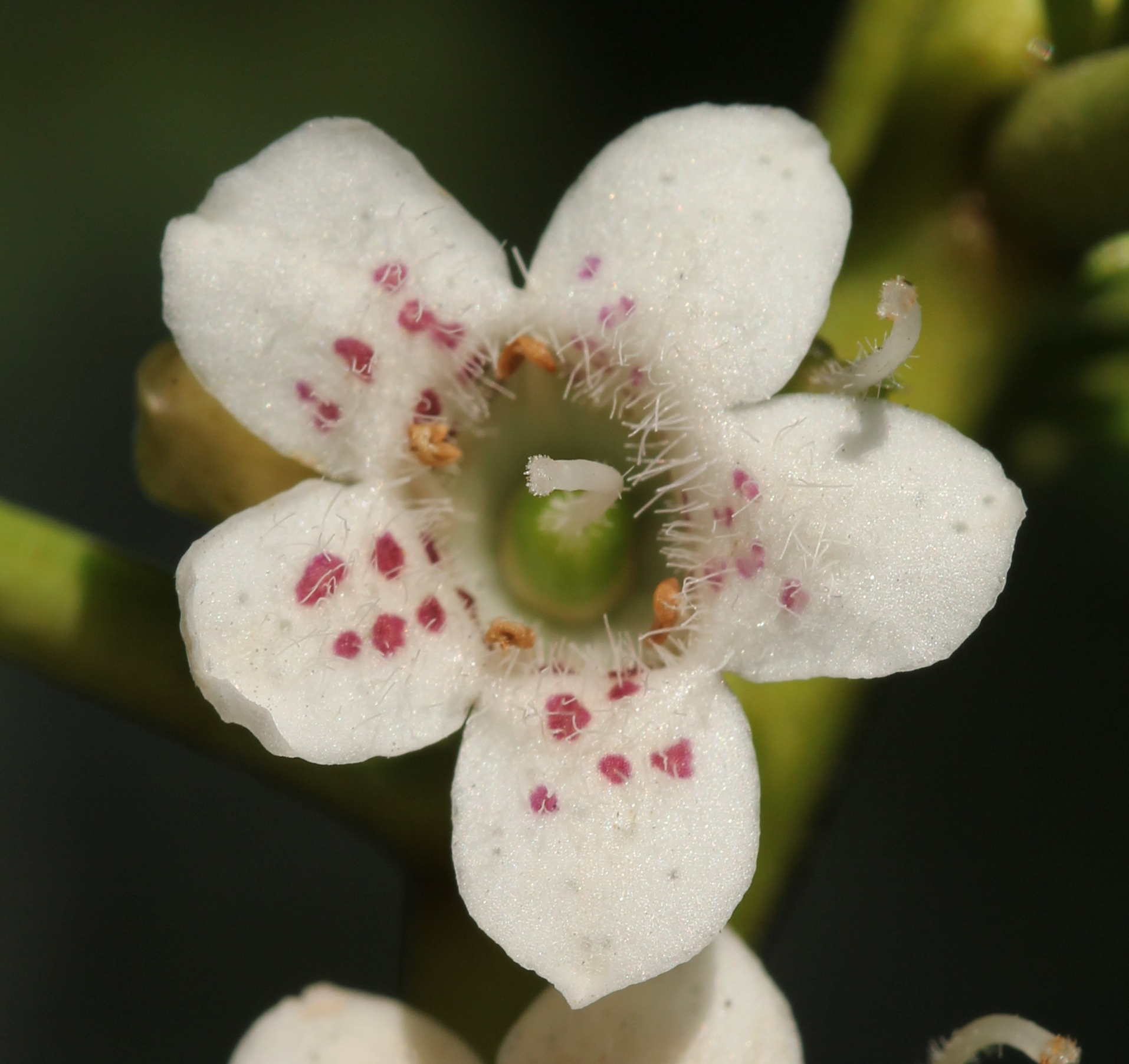
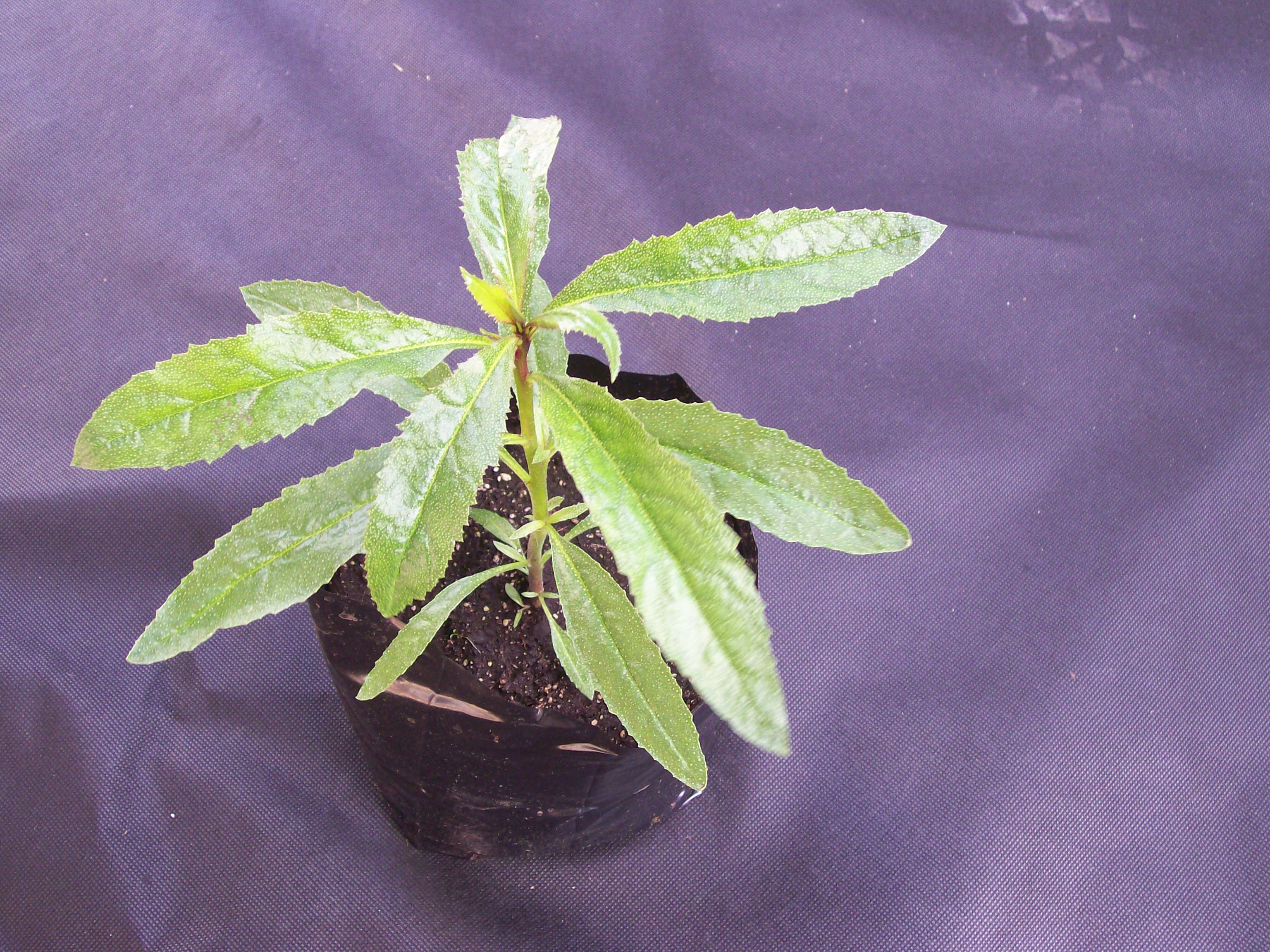